# Potok (Rijeka)
Potok je novi naziv mjesnog odbora Grada Rijeke za MZ Nikola Tesla.

## Privreda
Od bivše industrije na tom području (Tvornice Rikard Benčić, Riječke tvornice konopa i pržionica kave (završile u Zagrebu) preostao je jedino paštarski i pekarski pogon PIK-a Rijeka i Elektroprimorje.

## Spomenici i znamenitosti
- Palača Zuccheriera te area Rikard Benčića u kome je u H-objektu Tvornice duhana (Tabaccheriera) smješten MMSU (Muzej moderne i suvremene umjetnosti), te u T-objektu Gradska biblioteka, a u ciglenoj zgradi Dječja kuća.
- Jedinstveni industrijski paviljon u historicističkom stilu s kraja XIX. st. po naredbi gradonačelnika Vojka Obersnela je srušen unatoč protestu riječkih umjetnika i aktivista koji su tom prilikom proglasili Kreativnu republiku Benčić. Na tom mjestu nije planiran nikakav sadržaj.
- Lazaret-Lazzaretto Fiume iz XVIII. st. (1772.)
- Palača austrijske Mornaričke akademije (Riječka bolnica braće Sobol)
- vrijedna secesijska arhitektura u Ulici Potok
- Jedinstven trg na svijetu, proširenje (largo) ispred željeničke stanice proglasiše Tomislavovim trgom po uzoru na hrvatsku nekropolu

## Obrazovanje
- Dječji vrtić Mire Radune Ban
- Srednja Trgovačka i tekstilna škola
- Fakultet za zdravstvene studije (ex Građevinski fakultet)

## Vanjske poveznice
- Službene stranice
- Interaktivni zemljovid MO[neaktivna poveznica]